# Lužany (ort i Tjeckien, lat 50,34, long 15,79)
Lužany är en ort i Tjeckien. Den ligger i den centrala delen av landet, 100 km öster om huvudstaden Prag. Lužany ligger 255 meter över havet och antalet invånare är 132.
Terrängen runt Lužany är huvudsakligen platt, men norrut är den kuperad. Runt Lužany är det tätbefolkat, med 881 invånare per kvadratkilometer. Närmaste större samhälle är Hradec Králové, 14,6 km söder om Lužany. Trakten runt Lužany består till största delen av jordbruksmark.